# Jamagata
Jamagata (japonsky 山形市; Jamagata-ši) je hlavní město prefektury Jamagata v regionu Tóhoku v Japonsku.
Ve městě žije přibližně 247 tisíc obyvatel a celková rozloha města činí 381,34 km².
V Jamagamě se každý rok od 6. do 8. srpna koná jeden z největších letních festivalů v Tóhoku – festival Hanagasa (花笠祭り; Hanagasa macuri). Při něm zástupy tanečníků tancují v slaměných kloboucích hanagasa.
Moderní město Jamagata bylo založeno 1. dubna 1889.

## Partnerská města
- Boulder, Spojené státy americké (1994)
- Chorramábád, Írán (2009)
- Kitzbühel, Rakousko (1963)
- Swan Hill, Austrálie (1980)
- Ťi-lin, Čína (1983)
- Ulan-Ude, Rusko (1991)